# 细柳营站
细柳营站位于中华人民共和国陝西省西安市长安区，是西安地铁16号线的一座车站，于2023年6月27日随16号线同步开通运营。

## 车站结构
本站为地下两层岛式站台车站，预留11号线垂直换乘条件。
- 站台（2023年7月）

| 地面            | 出入口                         | A、D、E出入口                                  |
| 地下一层 站厅层 | 站厅                           | 客务中心、自动售票机、进出站闸机、长安通自助机 |
| 地下二层 站台层 |                                | 16号线往秦创原中心（西安国际足球中心）         |
| 地下二层 站台层 | 岛式站台，左侧开门             |                                                |
| 地下二层 站台层 | 16号线往诗经里（沣东城市广场） |                                                |

## 出入口
本站共有5个出入口，初期仅启用复兴大道东侧的D、E出入口。
- B出入口（2023年7月）

|      |                                |      |
| 编号 | 指引                           | 图片 |
| D    | 复兴大道（东）、沣东三路（北） |      |
| E    | 复兴大道（东）、沣东三路（南） |      |

## 接驳公交

### 车站南侧， 复兴大道沣东二路口，近D出口

#### 西侧西行/东侧东行
| 复兴大道沣东二路口 | 复兴大道沣东二路口   | 复兴大道沣东二路口 | 复兴大道沣东二路口         | 复兴大道沣东二路口 |
| 编号               | 路线                 | 路线               | 路线                       | 备注               |
| ------------------ | -------------------- | ------------------ | -------------------------- | ------------------ |
| 825                | 三桥地铁站           | ⇆                  | 西周大道沣东三路口         | 原 X105            |
| 1061               | （咸阳）白马河地铁站 | ⇆                  | （西安）西周大道沣东三路口 |                    |